# 세계 배드민턴 연맹
세계 배드민턴 연맹(Badminton World Federation)은 배드민턴 종목을 총괄하는 국제 기구이다. 1934년 국제 배드민턴 연맹(International Badminton Federation)이라는 명칭으로 처음 창설되었다. 최초 창설 당시 9개 회원국(네덜란드, 뉴질랜드, 덴마크, 스코틀랜드, 아일랜드, 웨일스, 잉글랜드, 캐나다, 프랑스)으로 출발하였으며, 현재는 176개 회원국을 가진 기구로 성장하였다. 2006년 9월 24일 마드리드에서 열린 특별 총회에서의 결정으로 명칭이 배드민턴 세계 연맹으로 변경되었다.
배드민턴 세계 연맹의 본부는 최초 창설 이래 영국 첼튼햄에 있다가, 2005년 10월 1일 말레이시아 쿠알라룸푸르 옮겨왔다.

## 지역 연합
배드민턴 세계 연맹은 배드민턴의 국제적 보급과 발전을 위해 세계 각 지역의 지역 연합과 협력 체제를 구축하고 있다. 아래는 지역별 배드민턴 연합을 정리한 것이다.

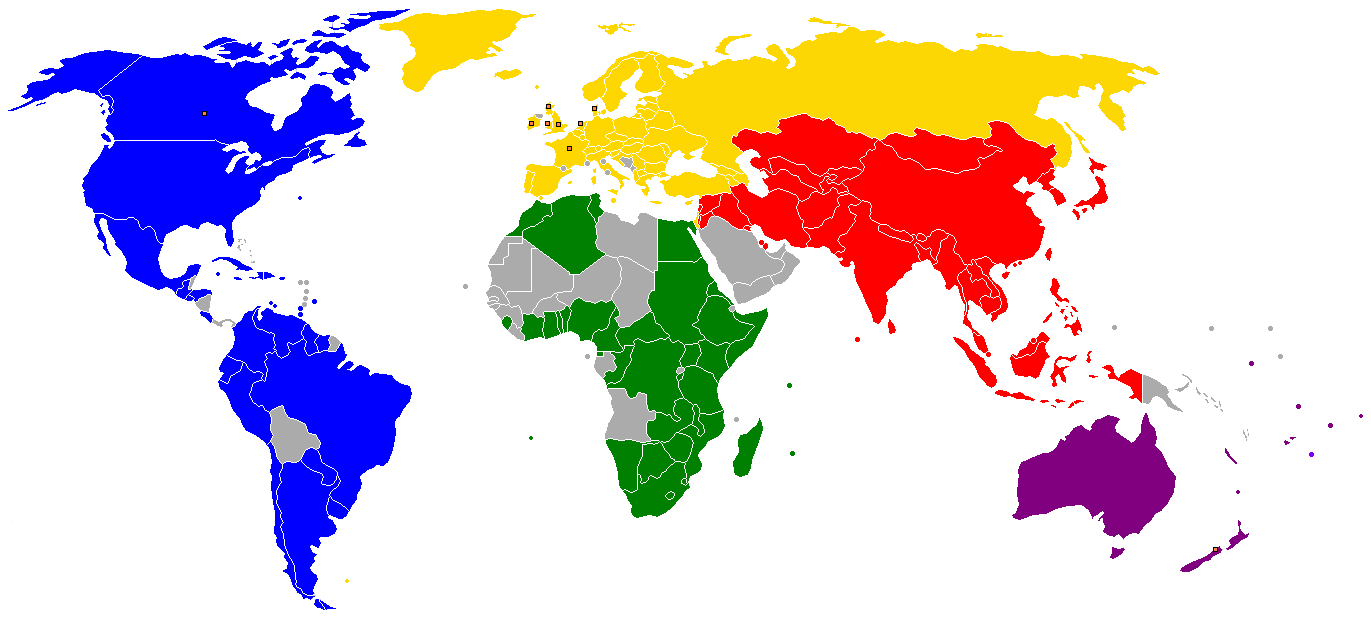
5개 배드민턴 지역 연합의 관할 영역.

|           | 지역       | 연합                   | 약칭      | 회원국 |
| --------- | ---------- | ---------------------- | --------- | ------ |
|           | 아시아     | 배드민턴 아시아 연합   | BAC       | 39     |
|           | 유럽       | 배드민턴 유럽          | BE        | 51     |
|           | 아메리카   | 배드민턴 팬 암         | BPA       | 30     |
|           | 아프리카   | 아프리카 배드민턴 연합 | BAC       | 32     |
|           | 오세아니아 | 배드민턴 오세아니아    | BO        | 8      |
| 총 회원국 | 총 회원국  | 총 회원국              | 총 회원국 | 160    |

## 역대 회장
| 순서 | 임기      | 이름                   |
| ---- | --------- | ---------------------- |
| 1    | 1934~1955 | 조지 앨런 토머스       |
| 2    | 1955~1957 | J. 플렁킷딜런          |
| 3    | 1957~1959 | R. 브루스 헤이         |
| 4    | 1959~1961 | A. C. J. 판포선        |
| 5    | 1961~1963 | J. D. M. 매캘럼        |
| 6    | 1963~1965 | N. P. 크리스텐센       |
| 7    | 1965~1969 | D. L. 블루머           |
| 8    | 1969~1971 | H. F. 칠턴             |
| 9    | 1971~1974 | 페리 A. 소너빌         |
| 10   | 1974~1976 | S. 와이엇              |
| 11   | 1976~1981 | S. 몰린                |
| 12   | 1981~1984 | C. C. 리디             |
| 13   | 1984~1986 | P. E. 닐센             |
| 14   | 1986~1990 | I. D. 파머             |
| 15   | 1990~1993 | A. E. 존스             |
| 16   | 1993~2001 | 루성룽                 |
| 17   | 2001~2005 | 꼰 다바란시            |
| 18   | 2005~2013 | 강영중                 |
| 19   | 2013~     | Poul-Erik Høyer Larsen |

## 대회
배드민턴 세계 연맹은 다음 7개의 국제 메이저 대회를 정기적으로 개최한다.
- 올림픽 (국제 올림픽 위원회와 공동 주관)
- 월드 챔피언십
- 월드 주니어 챔피언십
- 토마스 컵
- 우버 컵
- 수디르만 컵
- BWF 슈퍼 시리즈

다음의 2개 대회는 개최가 중단된 상태이다.
- 월드컵: 1997년부터 중단됨. 2005년에 중국에서 다시 개최되기도 했으나 정식 대회가 아닌 초청 경기로 열렸다. 이 대회에서는 중국이 5개 부문에서 모두 금메달을 획득했다.
- 월드 그랑프리: 2000년부터 중단됨.